# Háfur
Háfur är ett berg i republiken Island. Det ligger i regionen Västlandet, 100 km norr om huvudstaden Reykjavík. Toppen på Háfur är 801 meter över havet.
Trakten runt Háfur är nära nog obefolkad, med mindre än två invånare per kvadratkilometer. Närmaste större samhälle är Búðardalur, omkring 19 kilometer nordväst om Háfur. Trakten runt Háfur består i huvudsak av gräsmarker.